# مارلون کینگ
مارلون کینگ (انگلیسی: Marlon King؛ زادهٔ ۲۶ آوریل ۱۹۸۰) یک بازیکن فوتبال اهل بریتانیا است.
وی همچنین در تیم ملی فوتبال جامائیکا بازی کرده است.